# Sven Pedersen
Sven Pedersen (* 26. Juli 1949 in Helsingør) ist ein dänischer Schach- und Fernschachspieler.

## Fernschach
Pedersen begann 1965 mit dem Fernschach. 1969 gewann er die dänische Fernschachmeisterschaft. Durch einen Sieg in einem Großturnier der Europa-Meisterklasse qualifizierte er sich für die 21. Europameisterschaft. Hier wurde er 1985 Europameister. Wegen dieses Erfolges und dem guten Abschneiden bei der 2. Europa-Mannschaftsmeisterschaft 1982 verlieh ihm der Weltfernschachverband ICCF 1985 den Titel Internationaler Meister im Fernschach.

## Turnierschach
Pedersen spielt für den Schachklub Skovlunde aus der Ballerup Kommune. Seine Elo-Zahl beträgt 2090 (Stand: Oktober 2014), im Juli 2007 erreichte er seine höchste Elo-Zahl von 2156.

## Privat
Pedersen arbeitet als Zivil-Ingenieur.